# 熊本県獣医師会
一般社団法人熊本県獣医師会（いっぱんしゃだんほうじんくまもとけんじゅういしかい 英称 Kumamoto Veterinary Medical Association）は、熊本県の獣医師を会員とする法人。

## 本部所在地
- 〒861-2101 熊本県熊本市東区桜木6丁目3-54

## 地域支部
- 熊本市獣医師会
- 有明支部
- 鹿本支部
- 菊池支部
- 大津支部
- 阿蘇中部支部
- 南阿蘇支部
- 上益城支部
- 宇土支部
- 下益城支部
- 八代郡支部
- 八代市支部
- 芦北支部
- 人吉球磨支部
- 天草支部

## 業務内容
- 獣医師会員の学術技能向上のための研修会・講習会事業等の実施
- 熊本県との動物に関する連携事業
- 疾病している野鳥の保護・救護
- 県内各学校で飼われている動物の飼育指導
- 県内各市町村との動物に関する連携事業
- 狂犬病の予防接種・防止活動